# Новосілки (Чабанівська селищна громада)
Новосі́лки — село в Україні, у Чабанівській селищній громаді, Фастівського району Київської області. Населення становить 5316 осіб. Орган місцевого самоврядування — Чабанівська селищна громада, у 1972—2020 роках — Чабанівська селищна рада, до 1972 року — Хотівська сільська рада.

## Географія
Село Новосілки розташоване за 24 км від обласного центру, 63 км від районного центру та 3,5 км від адміністративного центру селищної громади. За 9 км знаходяться найближчі залізничні станції Київ-Волинський та Петро Кривоніс. В Новосілках розташований Український науково-дослідний інститут садівництва НААН України.

## Топоніми
Урбаноніми
У Новосілках налічується 34 вулиці та 1 провулок.
Вулиці
- Академічна
- Богуславська
- Бузкова
- Васильківська
- Весняна
- Деметра
- Єрмоленка Володимира
- Зоряна
- Інститутська
- Калинова
- Київська
- Либідська
- Лісова
- Медова
- Миру
- Молодіжна
- Нова
- Озерна
- Оксамитова
- Олександрівська
- Паркова
- Підлісна
- Приміська
- Садова
- Святоандріївська
- Смерекова
- Соборна
- Сонячна
- Теремська
- Феофанівська[9][10]
- Фіалкова
- Центральна
- Шкільна
- Янтарна

Провулок
- Академічний

Цвинтар
Закритий цвинтар, має дві частини, розташований в урочищі, від вулиці Фіалкової на заході, вхід з вулиці Бузкової, до межі Київської області з містом Києвом на сході, майже впритул до автодрому «Феофанія».
Мапа кладовища села Новосілки Чабанівської громади

## Населення
За даними всеукраїнського перепису населення 2001 року у селі мешкало 3761 особа. Станом на 1 січня 2005 року у селі мешкало понад 4500 осіб, у 2023 році — 5316 осіб.
Мова
Розподіл населення за рідною мовою за даними перепису 2001 року був наступним:
| українська | 3430 | 91,2 |
| російська  | 315  | 8,38 |
| білоруська | 4    | 0,11 |
| вірменська | 3    | 0,08 |
| болгарська | 1    | 0,03 |
| інші       | 8    | 0,2  |

## Історія
Село Новосілки засноване у 1929 році, а до того часу — хутір Новоселиця, де станом на 1926 рік було 19 дворів та мешкало 80 осіб.
У перші дні німецько-радянської війни Новосілки опинилися між першою та другою лініями оборони міста Києва. 22 червня 1941 року було проведено мобілізацію чоловічого населення Новосілок. Непідготовлених людей відправлено на фронт, більша частина яких загинула у перших ж боях. Основний удар німецьких військ по Києву прийшовся з південного напрямку. Основні бої тривали при васильківському шляхові у районі сіл Віта-Поштова, Гатне, Чабани, Хотів, Новосілки. У перших числах серпня 1941 року Новосілки були окуповані німецькими військами.
Величезними втратами у живій силі виявився наступ військ Воронезького фронту на Букринському плацдармі під час битви за Дніпро у вересні 1943 року. У жовтні було відвойовано село Новосілки. На околиці села, ще з часів війни поховано невідомого солдата РСЧА, за могилою якого відтоді доглядають мешканці найближчих садиб.
На 1950-1960-ті роки припав найбільший розвиток села, а саме швидке його заселення, та з'явилося багато нових вулиць. Хоча через малу чисельність населення село Новосілки та Чабани до 1972 року підпорядковувалися Хотівській сільській раді. У травні 1972 року створено Чабанівську селищну раду, до складу якої увійшли село Новосілки та селище Чабани.
У 1973 році з Києва (місцевість Китаїв) до Новосілок переведено Всесоюзний дослідний інститут плодового і ягідного господарства (нині — Український науково-дослідний інститут садівництва НААН України). В результаті багаторічної наукової діяльності працівників інституту та його наукової мережі створено близько 300 сортів плодових і ягідних культур, що вирощувалися в Україні та на теренах близького зарубіжжя; розроблені та впроваджені у виробництво сучасні технології вирощування насаджень плодових і ягідних насаджень, в тому числі виробництва оздоровленого садивного матеріалу, освоєння малопродуктивних піщаних земель і схилів під плодові сади і кущові ягідники; зберігання плодів в умовах регульованого газового середовища та у плодосховищах зі штучним охолодженням; понад 100 технологій і рецептур вітчизняних безалкогольних і алкогольних напоїв та інших продуктів переробки з підвищеним вмістом біологічно активних речовин; комплекс машин для механізації трудомістких процесів у садівництві; організаційно-економічні моделі садівничих підприємств різних форм господарювання.
У 1985 році зведено будівлю школи, розрахованої на 900 дітей, дошкільний навчальний заклад на понад 120 дітей. У Новосілках, крім зазначених вище установ, нині функціюють також Районний будинок культури, сільська бібліотека, амбулаторія загальної практики сімейної медицини, навчально-виховний заклад «Дитячий будинок „Колиска дитячої надії“».

Світлини села Новосілки
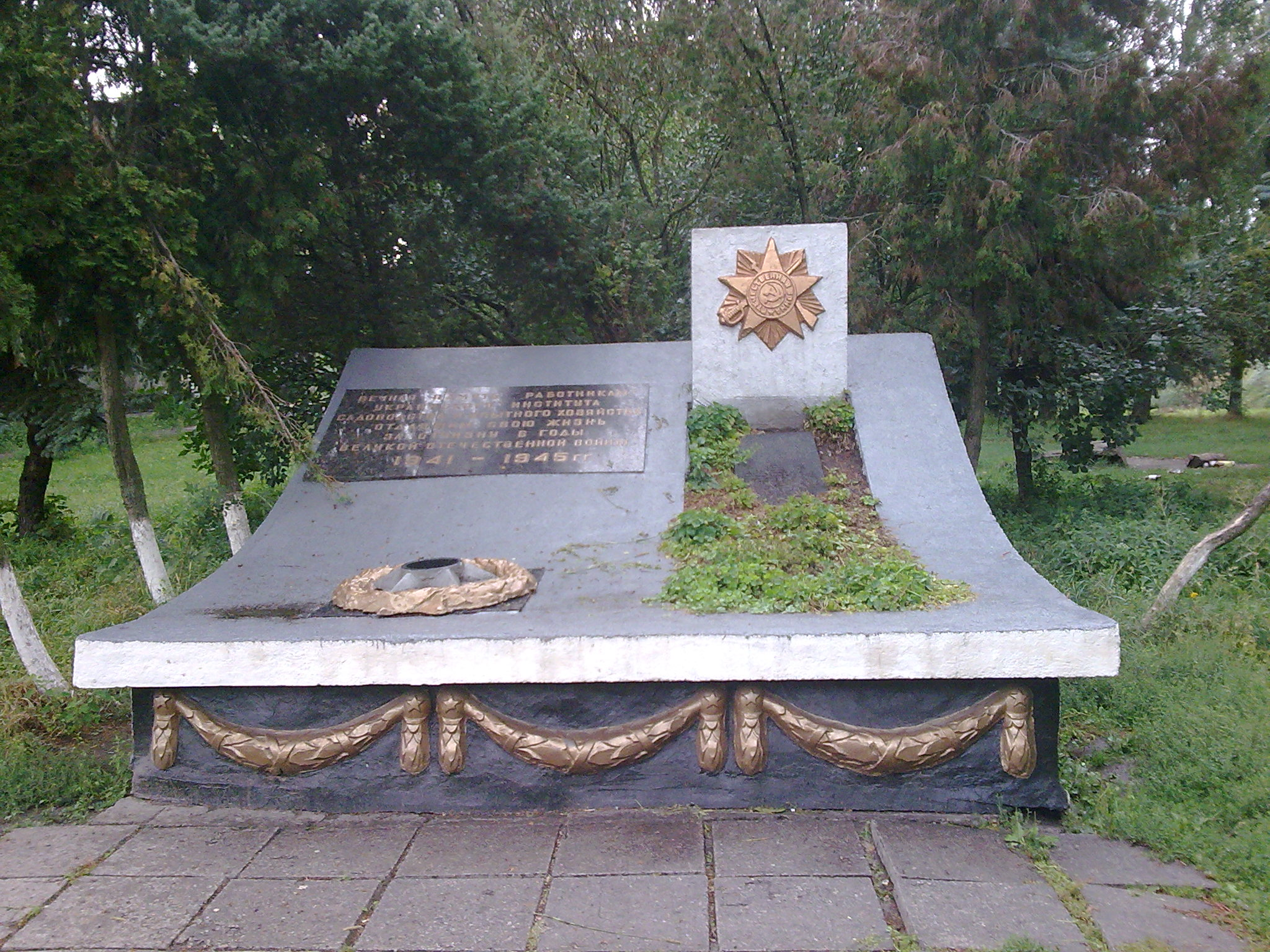
Меморіал радянським військовикам, загиблим під час німецько-радянської війни
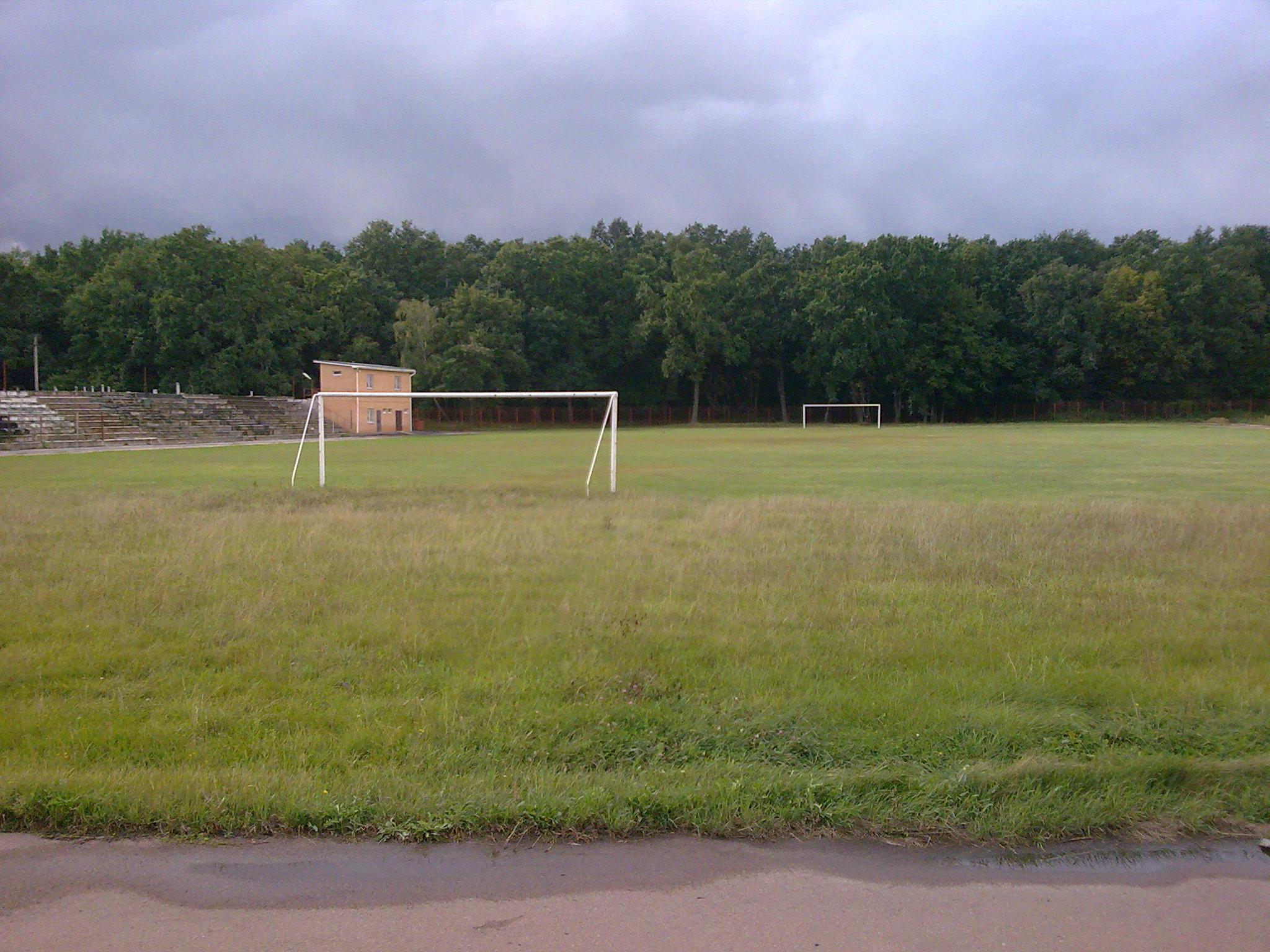
Місцевий стадіон
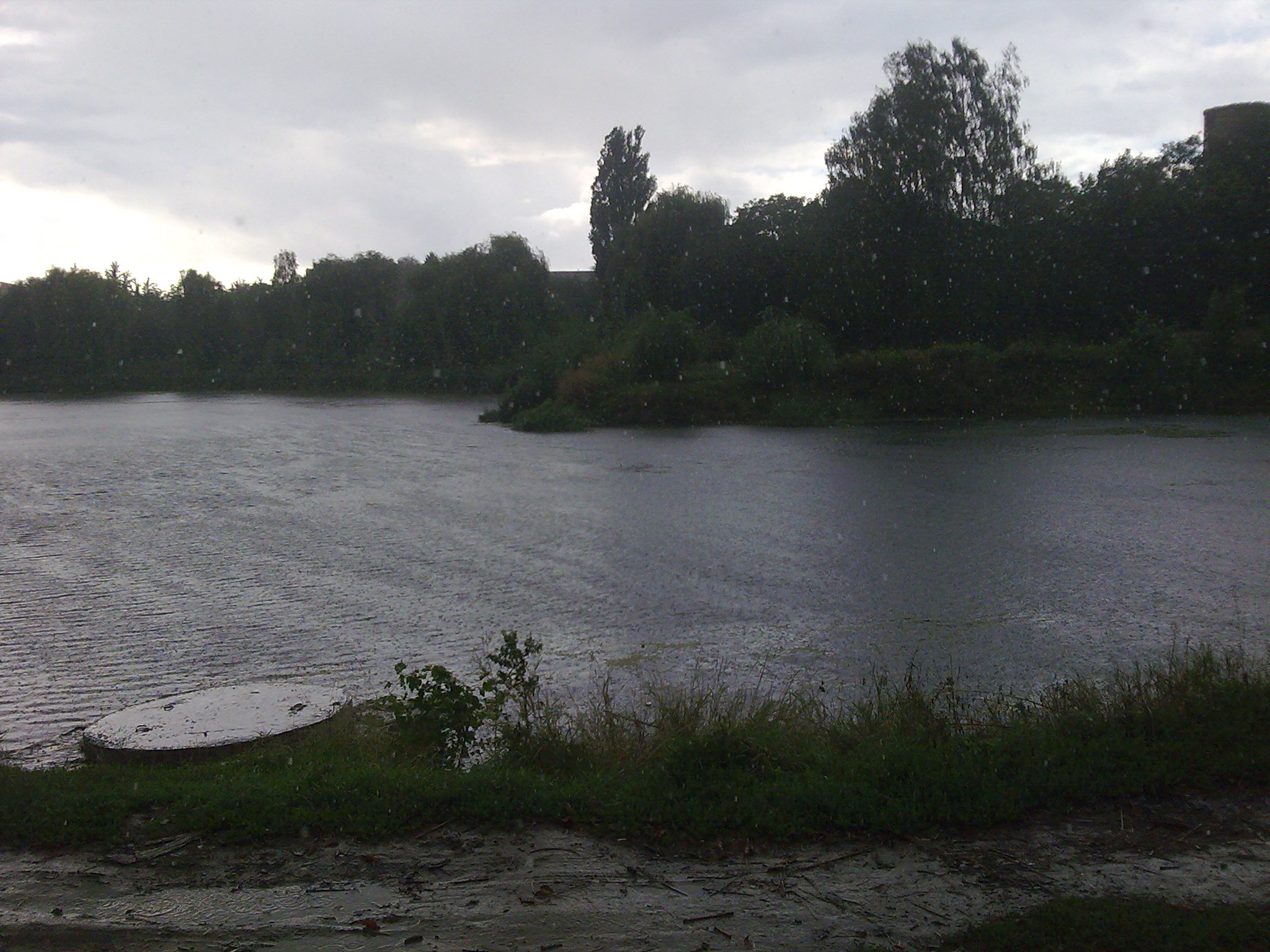
Місцевий ставок

## Відомі люди
- Адамович Дарина Андріївна — ланкова радгоспу «Хотівський» Києво-Святошинського району Київської області, Герой Соціалістичної Праці. Мешкала та померла у Новосілках[1].
- Кістень Григорій Євтихійович — науковець у галузі електрифікації сільського господарства, педагог, доктор технічних наук. Мешкав, помер та похований у Новосілках[15].
- Неговський Микола Олександрович — науковець-селекціонер, агроном, генетик рослин, доктор біологічних наук. Мешкав, помер та похований у Новосілках.
- Попович Павло Данилович — український науковець-ґрунтознавець, помолог, доктор сільськогосподарських наук. Мешкав, помер та похований у Новосілках[16].